# Pasquale Luiso
Pasquale Luiso (né le 30 octobre 1969 à Naples en Campanie) est un ancien joueur, et désormais entraîneur de football italien.

## Biographie

### Joueur
Formé par le Pro Calcio Afragolese, avec qui il a disputé trois saisons de Serie C2 et une d'Interregionale, il part en 1990 rejoindre l'Associazione Sportiva Sora, avec qui il inscrit 59 buts en 4 saisons (il gagne avec le club une promotion en Serie C2 en 1992). Reconnu pour son jeu aérien, il est surnommé Il Toro di Sora (Le taureau de Sora). Lors de la saison 1993-94, il devient le capocannoniere (titre de meilleur buteur) de son groupe de Serie C2.
En 1994, il débarque en Serie A au club du Torino, avant de signer en octobre à Pescara en Serie B, où il inscrit 7 buts en 21 buts.
Lors de la saison 1995-1996 avec l'Avellino, il inscrit 19 buts en 36 matchs mais n'arrive pas à éviter la descente en Serie C1. Le président de l'époque de l'Avellino Calcio Antonio Sibilia lui avait fait la promesse de lui payer une Mercedes au cas où il mettrait plus de 15 buts. Luiso arrive l'année suivante en Serie A à Piacenza. Cette saison-là, il inscrit contre le Milan AC le but de la victoire 3 à 2. Il fait parler de lui après ce but pour avoir célébré sa réalisation en dansant la macarena.
À l'été 1997, il est transféré à Vicence avec pour but de faire oublier le départ de Roberto Murgita. Lors de sa première saison à Vicence, il inscrit 8 buts en championnat et participe à la coupe d'Europe des vainqueurs de coupe (C2), compétition dont il devient le meilleur buteur.
La saison suivante, il retourne pour la deuxième fois de sa carrière à Pescara, avant de repartir joueur à Vicence en Serie A en 1999 avant de partir rejoindre en janvier 2001 la Sampdoria Gênes.
Il commence alors peu à peu à perdre son sens du but. Lors de la saison 2002-03, il part à Ancône puis à Salernitana, deux clubs pour lesquels il n'inscrit aucune réalisation. Avec Ancône, il retourne pourtant en Serie A, mais juste pour trois matchs, avant de signer en janvier 2004 à l'US Catanzaro, avec qui il remporte une promotion en Serie B.
En janvier 2005, il retourne à Sora, puis pour quelques mois pour une nouvelle aventure en Serie C1 avec le Teramo Calcio. Mais à cause du manque de confiance de Claudio Gabetta, il part en janvier 2007 à Celano FC Olimpia, club de Serie C2, où il se remet à inscrire quelques buts.
Au début de la saison 2007-2008, il signe dans l'équipe locale du C.L. Priverno, dans le Latium. En novembre 2007, il porte pour la troisième et dernière fois le maillot de Sora, avant de prendre sa retraite en 2008.

### Entraîneur
Luiso est devenu depuis le 20 janvier 2010 l'entraîneur de l'un de ses anciens clubs, le Sora Calcio, situé dans la ville de Sora, la ville où il réside.

## Palmarès

### Club
- Serie D : 1

Sora : 1991-92
- Serie C2 : 1

Sora : 1993-94
- Serie B : 1

Vicence : 1999-00
- Serie C : 1

Catanzaro : 2004-05

### Individuel
- Meilleur buteur de la Serie C2 : 1

1993-94 (22 buts)
- Meilleur buteur de la coupe des coupes : 1

1997-98 (8 buts)